# 神岡町立漆山中学校
神岡町立漆山中学校（かみおかちょうりつ うるしやまちゅうがっこう）は、かつて岐阜県吉城郡神岡町（現・飛騨市）に存在した公立中学校。

## 概要
- 旧・吉城郡船津町の中学校であった。1975年に神岡中学校に統合され廃校。
- 漆山小学校に併設されており、あわせて漆山小中学校とも称した。

## 沿革
- 1947年（昭和22年）4月1日 - 漆山小学校に併設して茂住中学校漆山分校を設置。
- 1948年（昭和23年）4月 - 神岡町立漆山中学校として独立。
- 1950年（昭和25年）6月10日 - 船津町、袖川村、阿曽布村が合併し、神岡町が発足。同時に神岡町立茂住学校に改称する。
- 1951年（昭和26年） - 中学校の校舎が完成。
- 1969年（昭和44年） - 中学校の統合問題がおきる。
- 1975年（昭和50年）3月31日 - 神岡中学校に統合され廃校。また、同時に併設の漆山小学校も廃校。